# 19 iunie
ianuarie • februarie • martie  • aprilie  • mai  • iunie  • iulie  • august  • septembrie  • octombrie  • noiembrie  • decembrie
19 iunie este a 170-a zi a calendarului gregorian și a 171-a zi în anii bisecți. Mai sunt 195 de zile până la sfârșitul anului.

## Evenimente
- 1906: S-a deschis, în parcul din Dealul Filaretului (actual „Carol I"), „Expoziția generală română", dedicată împlinirii a 40 de ani de la urcarea pe tron a regelui Carol I (1866-1914).
- 1930: Canadianul Robin Beardmore a efectuat primul zbor cu planorul peste Canalul Mânecii.
- 1953: Soții Julius și Ethel Rosenberg au fost executați, în SUA, sub acuzația ca au livrat Uniunii Sovietice secretul bombei atomice. Condamnați în 1951, au fost ultimii americani executați pentru spionaj. Procesul de spionaj al secolului a durat numai 2 zile și a declanșat în întreaga lume, în contextul „războiului rece", manifestații antiamericane. Nikita Hrușciov, liderul Uniunii Sovietice din 1953 până în 1964, a declarat în cartea sa de memorii publicată postum că "nu poate spune în mod specific ce fel de ajutor ne-au oferit soții Rosenberg", dar că a aflat de la Iosif Stalin și Viaceslav Molotov că aceștia "au oferit un ajutor foarte important în accelerarea producției bombei noastre atomice".
- 1956: Marilyn Monroe se căsătorește cu scriitorul Arthur Miller.
- 1961: Kuwaitul își declară independența față de Marea Britanie.
- 1983: A fost inaugurat podul rutier de la Agigea, cu o lungime totală de 300 m, circulația desfășurându-se pe patru benzi.
- 1987: Biserica Sfânta Vineri - Hereasca, cu hramul „Cuvioasa Parascheva" (datând din 1645) a fost demolată. Prin grija preotului paroh, Gheorghe Bogdan, cea mai mare parte din bunurile sacre ale bisericii au fost salvate, fiind duse în custodie la Mănăstirea Cernica și muzeul Herești. Pe locul bisericii a fost construit blocul 105 B.
- 1992: România și Republica Azerbaidjan au stabilit relații diplomatice la nivel de ambasadă.
- 2001: A fost realizat, pentru prima dată în România și în Europa Centrală și de Est, un transplant de inimă artificială de ultimă generație „Novacor" – un sistem montat la nivelul abdomenului bolnavului (Institutul de Boli Cardiovasculare Fundeni din București).
- 2001 S-a redeschis, pentru public, Muzeul figurilor de ceară (muzeul Grevin din Paris), după șase luni de lucrări de restaurare, primele de la inaugurarea sa în 1882; printre cele 80 de noi exponate se numară și statuile actorului Arnold Schwarzenegger, designerului Jean-Paul Gaultier, cântărețului Ray Charles.
- 2003: Limba română: Se lansează versiunea localizată a Wikipediei. Versiunea de la această dată se află arhivată aici.
- 2014: Prințul Felipe, singurul fiu al regelui Juan Carlos I și fost Prinț de Asturia, a urcat pe tronul Spaniei sub numele de regele Felipe al VI-lea.

## Nașteri
- 1566: Regele Iacob I al Angliei (d. 1625)
- 1623: Blaise Pascal, matematician, fizician și filosof francez (d. 1662)
- 1899: George Călinescu, critic și istoric literar, dramaturg, poet, prozator român (d. 1965)
- 1909: Osamu Dazai, scriitor japonez (d. 1948)
- 1910: Arnold Graffi, medic sas, pionier al oncologiei (d. 2006)
- 1922: Aage Niels Bohr, fizician danez (d. 2009)
- 1927: Malvina Urșianu, regizoare și scenaristă română (d. 2015)
- 1930: Gena Rowlands, actriță americană (d. 2024)
- 1933: Otto Barić, antrenor croato-austriac de fotbal (d. 2020)
- 1941: Irina Petrescu, actriță română (d. 2013)
- 1945: Aung San Suu Kyi, politiciană myanmareză (birmaneză), laureată a Premiului Nobel
- 1945: Radovan Karadžić, politician, poet și medic psihiatru sârb
- 1947: Salman Rushdie, romancier, poet, eseist britanic de origine indiană
- 1977: Maria Cioncan, atletă română (d. 2007)
- 1987: Cătălina Mihai, actriță română
- 1996: Larisa Iordache, gimnastă română

## Decese
- 1805: Louis-Jean-François Lagrenée, pictor francez (n. 1725)
- 1867: Maximilian I al Mexicului (n. 1832)
- 1884: Juan Bautista Alberdi, scriitor argentinian (n. 1810)
- 1897: Charles Boycott, proprietar irlandez împotriva căruia țăranii de pe moșia sa au organizat, pentru prima dată în istorie, o formă de protest numită de atunci „boicot" (n. 1832)
- 1900: Prințesa Josephine de Baden, mama regelui Carol I al României (n. 1813)
- 1909: Lajos Abafi ( Ludwig Aigner), scriitor, editor, istoric literar, entomolog și francmason maghiar de origine germană  (n. 1840)
- 1956: Thomas J. Watson, Sr., primul președinte al IBM (n. 1874)
- 1984: Lee Krasner, pictoriță americană (n. 1908)
- 1989: Betti Alver, poetă estonă (n. 1906)
- 1991: Jean Arthur, actriță americană (n. 1900)
- 1993: William Golding, scriitor englez, laureat al Premiului Nobel (n. 1911)
- 2013: Gyula Horn, prim-ministru al Ungariei 1994-1998 (n. 1932)
- 2013: James Gandolfini, actor american (n. 1961)
- 2014: Ibrahim Touré, fotbalist ivorian (n. 1985)
- 2016: Mihnea Berindei, istoric de origine română naturalizat în Franța (n. 1948)
- 2016: Victor Atanasie Stănculescu,  general de armată, ministru român (n. 1928)
- 2016: Anton Yelchin, actor american (n. 1989)
- 2020: Carlos Ruiz Zafón, scriitor spaniol (n. 1964)

## Sărbători
- Sf. Apostol Iuda, ruda Domnului; Cuviosul Paisie cel Mare (calendar bizantin)
- Sfântul Romuald, pustnic (calendar latin)